# ヒシノ
株式会社ヒシノ（ひしの：旧商号は菊川株式会社）は、かつて存在した岐阜県各務原市に本社を置いた酒造会社。

## 概要
清酒、焼酎、リキュール類、みりん、工業用アルコール等を製造していた。
酒造は岐阜工場（岐阜県各務原市）で行なっていた。
かつては灘工場（兵庫県神戸市灘区）があり、岐阜の酒造会社であるが、灘の酒造会社でもあった（灘五郷）。
1992年（平成4年）に岐阜工場で電子水製造装置を設置し、一部の清酒用の水に、電子水を使用していた。
かつては、キリンビールの岐阜県の卸業を行なっていた。

## 所在地
- 岐阜県各務原市鵜沼西町1丁目543番地

## 略歴
- 1871年（明治4年） - 創業。
- 1921年（大正9年） - 武藤醸造株式会社設立。
- 1957年（昭和32年） - 灘工場（神戸市灘区）完成。
- 1963年（昭和38年） - 菊川株式会社に改称。
- 1998年（平成10年） - 灘工場（神戸市灘区）閉鎖。
- 2003年（平成15年） - 本社を岐阜市茜部から各務原市鵜沼西町に移転する。
- 2014年（平成26年） - 会社分割の方法により酒類製造事業を承継する分割承継会社・菊川株式会社（新社）の全株式を神戸物産へ譲渡する。商号を 菊川株式会社（旧社）から株式会社ヒシノへ変更するとともに[1]、酒類免許を岐阜南税務署に返納し酒類製造事業から撤退した。
- 2016年（平成28年） - 清算手続き完了により解散[2]。

## 代表的な銘柄
- 「菊川」（きくかわ）

2014年（平成26年）4月30日 、 会社分割の方法により神戸物産へ酒類製造事業を譲渡したため、株式会社ヒシノとしての銘柄はなかった。

## その他
元衆議院議員の武藤嘉門、武藤嘉一、武藤嘉文、及び衆議院議員武藤容治が菊川の歴代社長であった。元々、菊川株式会社は、武藤家が経営する酒蔵であった。
武藤家が歴代社長をつとめる武藤嘉商事は、菊川株式会社の一部が独立した会社である。